# Regionalrat Ostfriesland

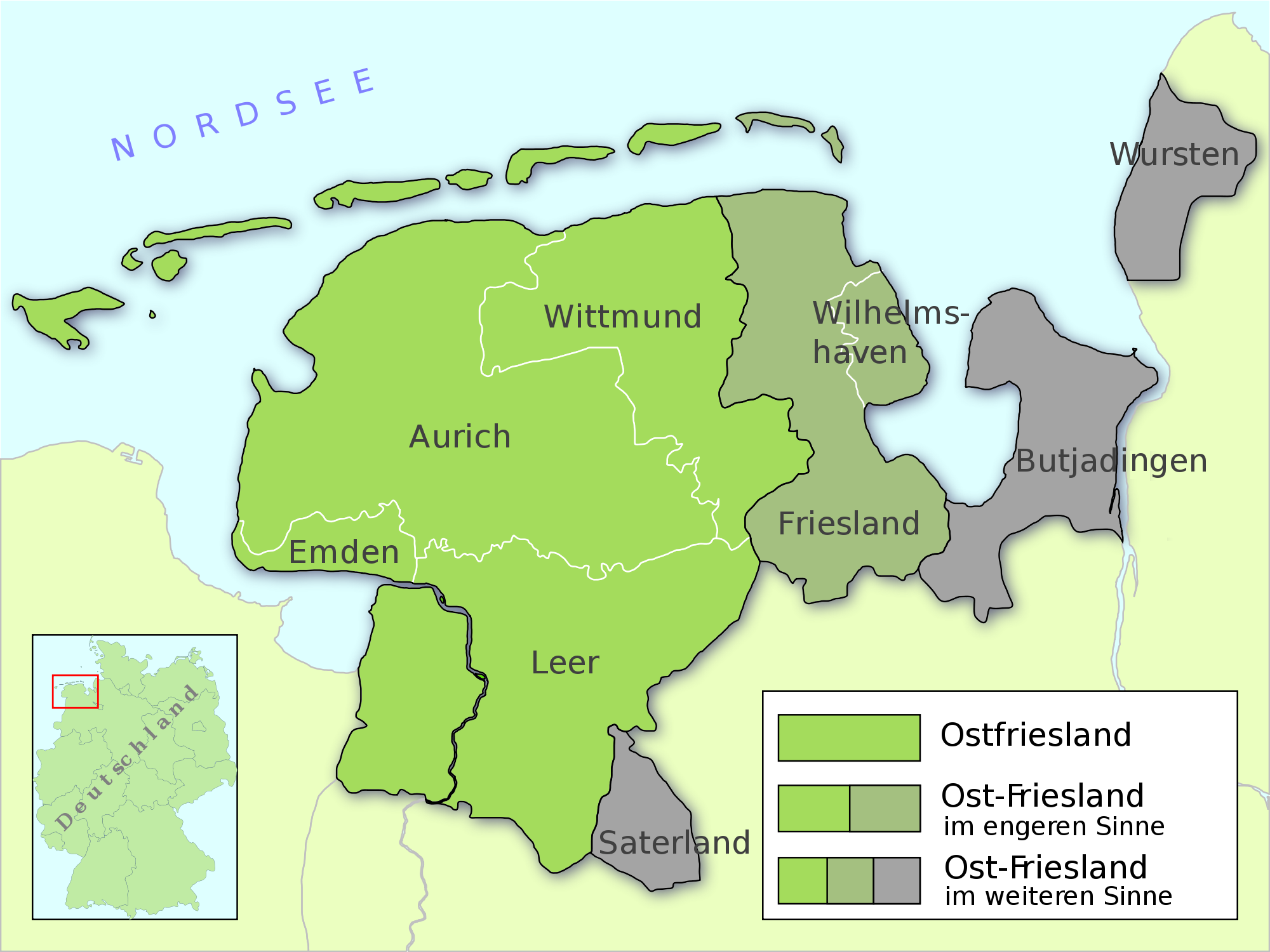
Niedersächsische Nordseeküste und regionale Bezeichnungen

Der Regionalrat Ostfriesland wurde von den Landkreisen Aurich, Leer, Wittmund sowie der kreisfreien Stadt Emden am 25. August 2010 gegründet. Am 24. April 2015 beschloss der Hauptausschuss des Regionalrates die Auflösung des Gremiums.

## Aufgaben und Ziele
Der Regionalrat Ostfriesland hatte 53 Mitglieder, die sich aus den Kreistagen und dem Stadtrat von Emden sowie den Hauptverwaltungsbeamten der Mitgliedskommunen rekrutierten. Die Mitglieder des Regionalrats wurden von den Kommunalparlamenten für die Dauer der Wahlperiode entsandt. Die für die Region zuständigen Mitglieder des Niedersächsischen Landtags, des Bundestages und des Europäischen Parlamentes waren Mitglieder mit beratender Funktion ohne Stimmrecht.
Der Regionalrat sollte die Zusammenarbeit der vier Gebietskörperschaften sowie eine gemeinsame Interessenvertretung der Region Ostfriesland gegenüber dem Land Niedersachsen, der Bundesrepublik Deutschland, der Europäischen Union und sonstigen Stellen fördern. Ein Beitritt des Landkreises Friesland sowie der Stadt Wilhelmshaven wurde angestrebt, allerdings nie vollzogen. Gemeinsames Ziel war die nachhaltige Entwicklung der Region.

## Gremien
Vorsitzender des Regionalrates war bis zu seiner Berufung als Minister in Nordrhein-Westfalen im Juni 2012 der damalige Bundestagsabgeordnete Garrelt Duin aus Hinte. Sein Nachfolger war seit dem 6. März 2013 Hans-Dieter Haase, Mitglied des Niedersächsischen Landtages. Gemeinsam mit seinen beiden Stellvertretern, dem Auricher Landrat Harm-Uwe Weber und dem Leeraner Kreistagsabgeordneten Dieter Baumann, bildete er den Vorstand des Regionalrates. Daneben hatte der Regionalrat zwei weitere Organe: den zwölfköpfigen Ausschuss und die Vollversammlung, der alle Mitglieder des Regionalrates angehörten.

## Geschichte
Im Jahre 2005 wurde die Idee eines Großkreises Ostfriesland vorgestellt. Dieser sollte die Landkreise Aurich, Leer, Wittmund sowie die kreisfreie Stadt Emden umfassen. Initiator der Idee war der Großefehntjer Unternehmer Rolf Trauernicht. Nach massiven Widerständen gegen den Großkreis wurde 2006 die Gründung eines Regionalrates ins Gespräch gebracht. Dieser sollte auch den Landkreis Friesland sowie die Stadt Wilhelmshaven miteinbeziehen. Dies konnte in der Realität jedoch nicht umgesetzt werden. Gegründet wurde der Regionalrat am 25. August 2010 von den Landkreisen Aurich, Leer, Wittmund sowie der kreisfreien Stadt Emden. Die Stadt Wilhelmshaven zeigte wenig Interesse an einer Beteiligung und der Landkreis Friesland ist dem Regionalrat nicht als Vollmitglied beigetreten. Er möchte sich aber bei den Kooperationsprojekten wie der Ostfriesland-Tourismus-Gesellschaft, der Landesbühne, dem Verkehrsverbund Ems-Jade und der Berufsakademie Ostfriesland inhaltlich einbringen.
Ursprünglich bestand der Plan, im Rahmen der Kommunalwahl 2011 den Regionalrat von den Ostfriesen selbst wählen zu lassen; diese Wahl kam jedoch nicht zustande, da zwei Kreistage (Leer und Wittmund) keine Beschlüsse gefasst hatten. Die Beteiligten strebten aber weiterhin eine Direktwahl zur dann folgenden Kommunalwahl an.
Am 25. April 2015 berichtete die regionale Presse, dass der Regionalrat nach Rückzug der Vertreter der Fraktionen von SPD, CDU und Grünen seine Arbeit einstellen werde. Als Grund wurden u. a. die nicht funktionierende Arbeit in den Fachausschüssen sowie die fehlenden Kompetenzen des Regionalrats genannt.